# Solaris (Computerspiel)
Solaris ist eine Weltraum-Flugsimulation, die im Jahr 1986 als Videospiel für die Atari-2600-Spielkonsole erschien.

## Hintergrund
Das Spiel sollte zu Beginn seiner Entwicklung im Jahr 1984 Universe heißen und wurde in The Last Starfighter umbenannt, da Atari vorhatte, ein Spiel zum gerade erschienenen Film The Last Starfighter zu veröffentlichen. Aufgrund der Videospielkrise in den USA, während der Atari alle diesbezüglichen Aktivitäten nach der Übernahme durch Jack Tramiel aufgab, wurde das Spiel jedoch nicht veröffentlicht. Im Jahr 1986, als Atari wieder im Videospielbereich tätig wurde, wurde der Entwickler des Spiels, Douglas Neubauer, erneut angefragt und das Spiel schließlich unter dem endgültigen Namen Solaris veröffentlicht.

## Handlung
Ziel des Spiels ist es, im  Auftrag der Atari-Föderation den namensgebenden Planeten Solaris zu erreichen und die dort befindlichen Pioniere zu retten, bevor der Planet durch die gegnerischen Zylonen gefunden und zerstört wird.
Im Spiel selbst gibt es drei Situationen: den galaktischen Scanner, Weltraumkämpfe und den Überflug eines Planeten. Im galaktischen Scanner navigiert der Spieler sein Raumschiff (StarCruiser) auf einer taktischen Karte, die alle im Spiel befindlichen Objekte anzeigt. Das Schiff kann sich dabei in 16 Quadranten mit jeweils 48 Feldern aufhalten, wobei die Karte jeweils einen Quadranten anzeigt, der vier Ausgänge in benachbarte Quadranten besitzt. Wie das Spiel im Einzelnen verläuft, hängt davon ab, was sich auf den angesteuerten Feldern befindet.
Auf Planeten sieht man das Raumschiff in einer dreidimensionalen Sicht von hinten. Auf feindlichen Planeten (Zylon Planets) können gestrandete Kadetten (Space Cadets) durch überfliegen gerettet werden. Können alle Kadetten von einem feindlichen Planeten gerettet werden, erhält man ein Extraleben und der Planet wird zerstört. Auf befreundeten Planeten (Federation Planets) ist es möglich, das Raumschiff wieder aufzutanken und zu reparieren.
Im Weltraum kann man Korridore durchfliegen, zuvor müssen jedoch deren Wächter beseitigt werden. Daneben gibt es Minenfelder (Blockaders) und eine Vielzahl von gegnerischen Raumschiffflotten, von denen einige spezifische Verhaltensweisen zeigen.

## Kritiken
Während Grafik und Handlung im Allgemeinen gelobt wurden, wurde die musikalische Untermalung meist schlechter bewertet, da Solaris keine Spielmusik, sondern ausschließlich Soundeffekte enthält.

## Trivia
- Solaris wird zum Teil als Nachfolger des Atari-Spiels Star Raiders angesehen, da dieses ebenfalls von Douglas Neubauer programmiert wurde und die dortigen Gegner ebenfalls als Zylonen bezeichnet werden.
- Die Anleitung zum Spiel besteht aus Notizen des Entwicklers Douglas Neubauer und wurde fast wörtlich durch Atari übernommen, da man dort irrtümlich glaubte, es handele sich bereits um die ausformulierte Spielanleitung.[8]